# Astrología agrícola

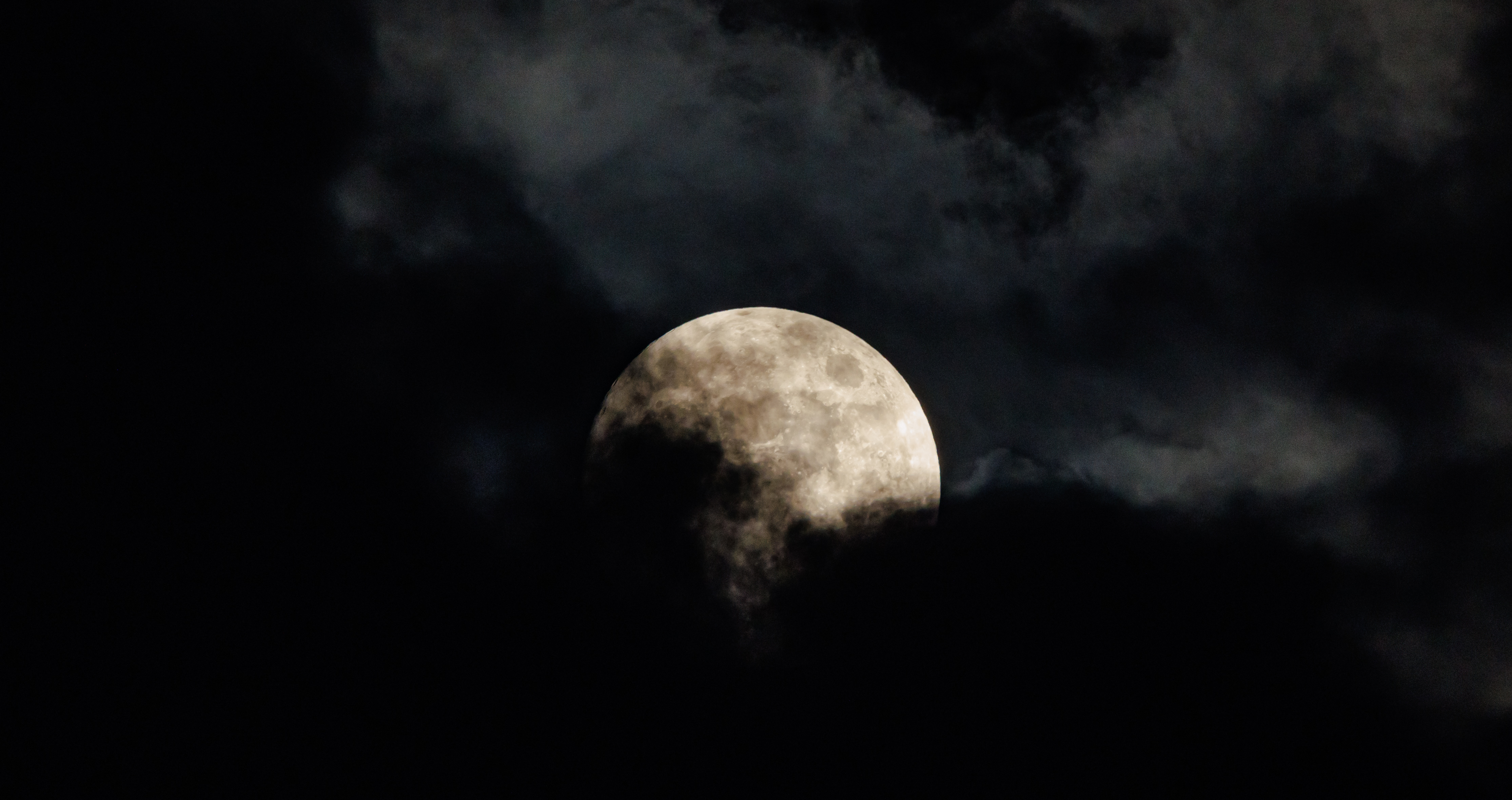
Luna llena del 9 de septiembre de 2022.

La astrología agrícola, también llamada astrología de la siembra, es una práctica tradicional que sugiere que las fases de la Luna, así como la posición de los planetas y signos del zodiaco, influyen en el éxito de las actividades agrícolas. Esta idea proviene de la astrología antigua y ha sido usada por campesinos y jardineros desde hace siglos, especialmente en agricultura biodinámica.
Según esta creencia, sembrar, podar o cosechar durante ciertas fases lunares —como la luna creciente o llena— puede beneficiar el crecimiento y rendimiento de los cultivos. También se toma en cuenta si la Luna se encuentra en signos zodiacales "fértiles" (como Cáncer, Escorpio o Piscis) para planificar labores específicas.
Aunque carece de base científica según la comunidad académica, aún es usada en muchos calendarios agrícolas populares y por algunos agricultores tradicionales en distintas partes del mundo.

## Historia
La astrología agrícola es una rama tradicional de la astrología que se enfoca en la aplicación de conocimientos astrológicos al cultivo de la tierra, la siembra, la cosecha y otras actividades agrícolas. Sus orígenes se remontan a las antiguas civilizaciones que observaban el cielo para organizar su calendario agrícola.

Desde hace miles de años, muchas culturas han observado el cielo para organizar sus actividades agrícolas. En Mesopotamia, por ejemplo, los babilonios usaban el movimiento de los astros para decidir cuándo sembrar o cosechar. En la antigua China, durante la dinastía Zhou, también seguían un calendario basado en la Luna y el Sol para guiar su trabajo en el campo.

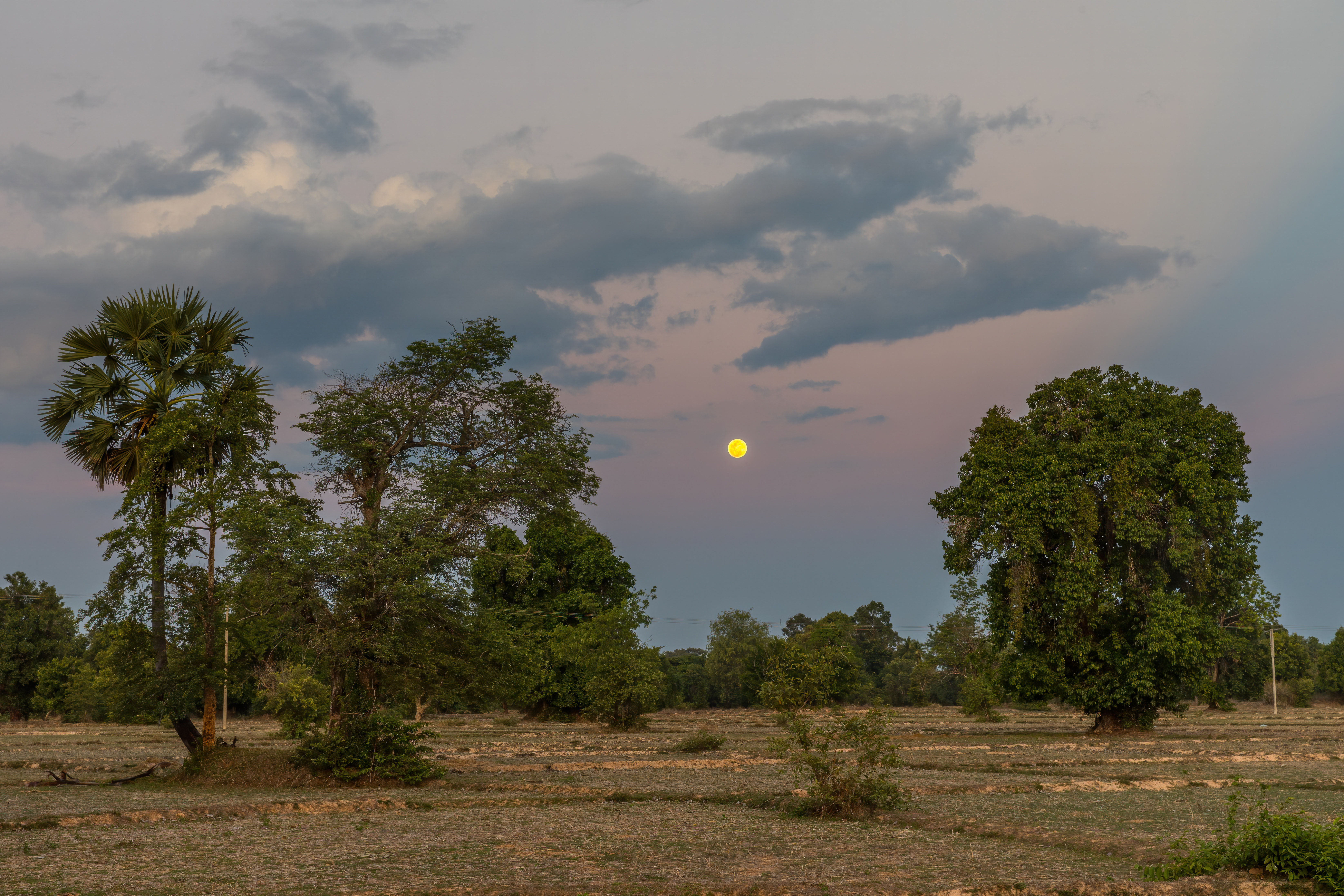
Luna llena al atardecer en los arrozales secos de Don Det, Laos.

Con el transcurso del tiempo, estas ideas se fueron transmitiendo y evolucionando. Algunas de ellas dieron origen a prácticas modernas como la agricultura biodinámica, que todavía usa referencias astronómicas para cuidar los cultivos.
Aunque en la actualidad no es común en la agricultura industrial, muchas personas siguen usando esta forma de entender el trabajo agrícola. En zonas rurales de Europa, como Alemania, Francia, Italia y España, es normal ver calendarios de siembra lunar. Algunos incluso tienen certificaciones como Demeter, que avalan este tipo de métodos.
En América Latina también se conservan estas costumbres. Países como Argentina, Brasil, México, Chile y Perú tienen comunidades que combinan estas prácticas con saberes ancestrales. En el Caribe, sobre todo en pequeñas fincas familiares, muchas personas aún siembran siguiendo las fases de la Luna. En la República Dominicana, por ejemplo, esto es parte del conocimiento popular que pasa de generación en generación.
Aunque la ciencia no ha demostrado que esta forma de agricultura sea más efectiva, mucha gente sigue creyendo en ella. Algunos agricultores piensan que observar los ciclos naturales ayuda a mejorar la relación con la tierra. Por eso, aún hoy se publican libros, calendarios y se organizan talleres sobre el tema.